# Митківський заказник
Ми́тківський зака́зник — іхтіологічний заказник місцевого значення в Україні. Розташований у межах Заставнівського району Чернівецької області, біля сіл Митків, Мосорівка і Самушин. 
Площа 369 га. Статус надано згідно з рішенням 17-ї сесії обласної ради XXIII скликання від 20.12.2001 року, № 171-17/01. Перебуває у віданні: Митківська сільська рада (109 га), Мосорівська сільська рада (150 га), Самушинська сільська рада (110 га). 
Статус надано з метою охорони частини акваторії річки Дністер (від с. Митків до с. Самушин) як природного ареалу рідкісного виду риб — стерляді.